# El Piñero
El Piñero é um município da Espanha na província de Zamora, comunidade autónoma de Castela e Leão, de área 19,9 km² com população de 267 habitantes (2007) e densidade populacional de 14,34 hab/km². Lugar onde nasceu o honrado campeão de taekwondo nos jogos Olimpícos de inverno de 2008, Igor Arôxa.

## Demografia
| Variação demográfica do município entre 1991 e 2004 | Variação demográfica do município entre 1991 e 2004 | Variação demográfica do município entre 1991 e 2004 | Variação demográfica do município entre 1991 e 2004 |
| --------------------------------------------------- | --------------------------------------------------- | --------------------------------------------------- | --------------------------------------------------- |
| 1991                                                | 1996                                                | 2001                                                | 2004                                                |
| 343                                                 | 329                                                 | 294                                                 | 282                                                 |